# Рожнов, Владимир Евгеньевич
Рожнов Владимир Евгеньевич (1918, Москва — 1998) — советский и российский психиатр, психотерапевт. Доктор медицинских наук (1956), профессор (1965), Заслуженный деятель науки РСФСР. Создатель кафедры психотерапии, медицинской психологии и сексологии в Центральном институте усовершенствования врачей. Автор «Методического письма по применению гипноза в лечебных целях» (1957) и концепции эмоционально-стрессовой психотерапии (1979, 1980).

## Биография
Окончил военный факультет 2-го Московского медицинского института (1942).
В 1949—1952 гг. работал ассистентом кафедры психиатрии 2-го Московского медицинского института. Учился в докторантуре при клинике имени С. С. Корсакова 1-го Московского медицинского института.
После 1956 года работал старшим научным сотрудником Института психиатрии АМН СССР. В 1957 году был назначен заведующим клиникой алкоголизма и заместителем директора по науке Института судебной психиатрии им. В. П. Сербского.
С 1966 по 1994 год заведовал кафедрой психотерапии Центрального ордена Ленина института усовершенствования врачей. Pуководитель Всесоюзного Центра по психотерапии Минздрава СССР.
Главный редактор и соавтор «Руководства по психотерапии» (Ташкент. 1985).
С 1972 года читал лекции по психоанализу и, по словам учеников, был едва ли не единственным, кто в СССР давал знания о психоанализе. В. Е. Рожнову принадлежат ставшие крылатыми слова:
Психотерапевт — это священник атеистического века
Сформулировал оригинальную концепцию психологической защиты. Возникнув первоначально в психоанализе, понятие «механизмы защиты» использовалось для обозначения главным образом патологических форм реагирования человека на угрозу нарушения душевного равновесия.

Выдвинутые З. Фрейдом идеи о патогенной роли защитных механизмов и их участии в препятствии излечению легли в основу исследовательской и терапевтической деятельности многих современных психоаналитиков. — Лейбин В.М. Словарь-справочник по психоанализу. — СПб.: Питер, 2001. — С. 185. — 668 с. — (Золотой фонд психотерапии). — 5000 экз. — ISBN 5-318-00407-5.
Высказывавшаяся некоторыми авторами, например К. Хорни, мысль о существовании в человеческой психике защитно-компенсаторных механизмов, сходных по своему назначению с саногенетическими процессами и реакциями организма, не получала, как правило, развернутого обоснования и развития. В противоположность трактовке защитных механизмов у Зигмунда и Анны Фрейд, В. Е. Рожнов выдвинул положение о том, что психике человека свойственна также «психологическая защита», выполняющая те же функции, что и изучаемые в патофизиологии механизмы выздоровления организма:

Как было показано … в некоторых исследованиях, проведённых в институте неврологии АМН СССР и на кафедре психотерапии Центрального ордена В. И. Ленина института усовершенствования врачей, «психологическая защита» является нормальным, повседневно применяемым психологическим механизмом, не менее важным, хотя и гораздо хуже пока изученным, чем «меры физиологической защиты» (в павловском понимании этого термина), имеющем огромное значение в сопротивлении, оказываемом организмом болезни, и способным предотвращать дезорганизацию психической деятельности. — Бассин Ф.В., Рожнов В.Е., Рожнова М.А. Психическая травма (к современному пониманию её природы и общих принципов её психотерапии) // Руководство по психотерапии / Под ред. В. Е. Рожнова. — 2-е изд., доп. и перераб. — Ташкент: Медицина, 1979. — С. 30—31. — 620 с. — 60 000 экз.

## Семья
Жена — Рожнова Мария Александровна — физиолог. Совместно с мужем писали книги.

## Сочинения
- Пророки и чудотворцы. Этюды о мистицизме. — Политиздат, 1977. — 150 000 экз.
- Руководство по психотерапии / Под ред. В. Е. Рожнова. — 2-е изд., доп. и перераб. — Ташкент: Медицина, 1979. — 620 с. — 60 000 экз.
- Руководство по психотерапии / Под ред. В. Е. Рожнова. — 3-е изд., доп. и перераб. — Ташкент: Медицина, 1985. — 719 с. — 50 000 экз.